# Útvar pro ochranu prezidenta České republiky

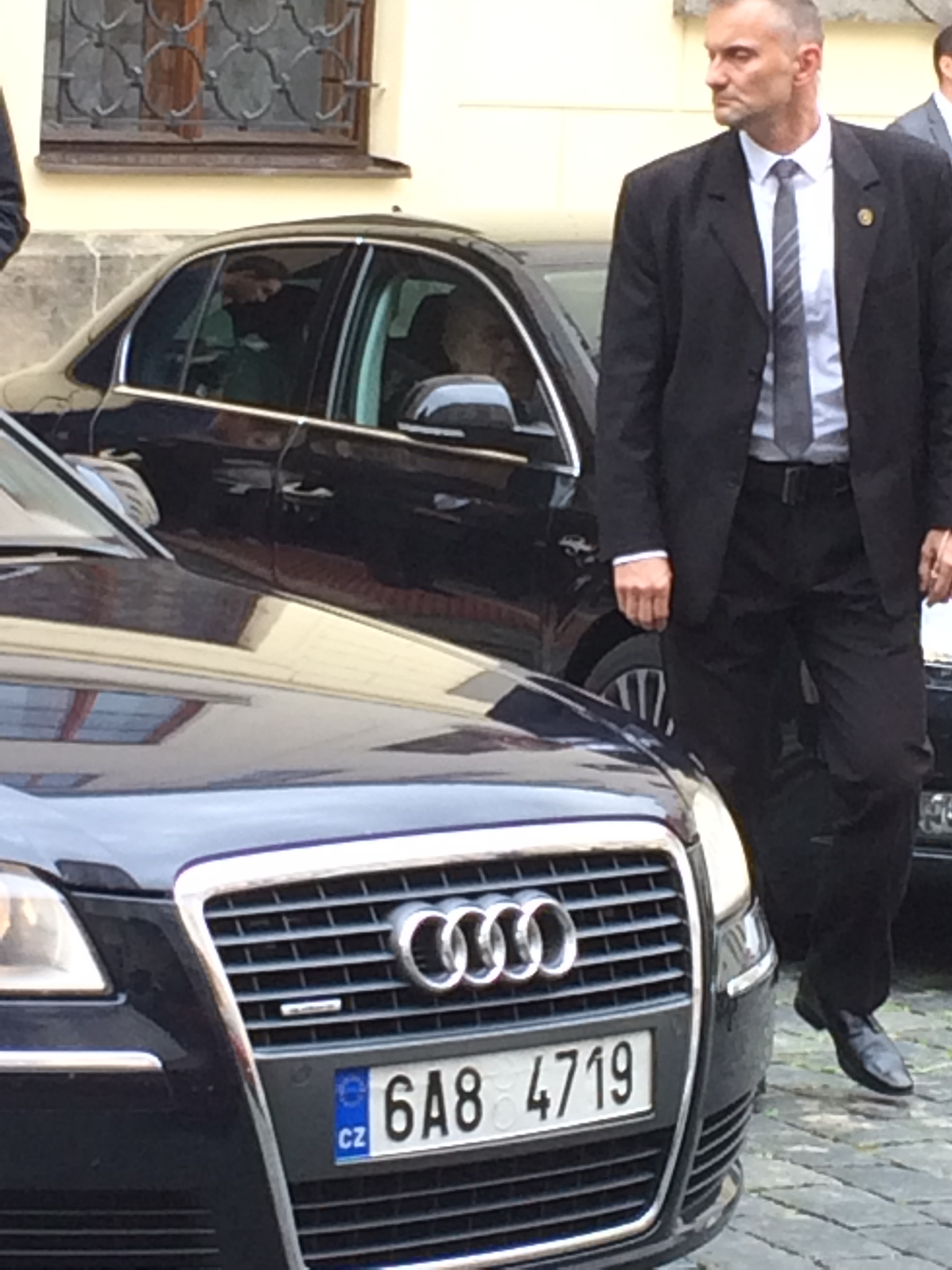
Příslušník Útvaru pro ochranu prezidenta zaujímá pozici při příjezdu prezidenta Miloše Zemana do Poslanecké sněmovny.

Útvar pro ochranu prezidenta České republiky (ÚOP) je specializovaný celostátní útvar Policie České republiky, který má za úkol ochranu prezidenta republiky. Zajišťuje mj. jak osobní a bezpečnostní ochranu prezidenta tak dalších chráněných osob, jejich přepravu a ochranu sídla prezidenta i míst, kde zrovna pobývá. Tato ochrana je zajišťována i po skončení funkce, tedy doživotně.
Ochranu jiných ústavních činitelů zajišťuje Útvar pro ochranu ústavních činitelů, dnes pod názvem Ochranná služba Policie České republiky.
Ředitelem celorepublikového útvaru byl od 18. listopadu 2019 brig. gen. Mgr. Martin Baláž. Ten oznámil k 30. dubnu 2023 konec ve funkci.
Ředitel od 15. 5. 2023 je plk. Mgr. Radim Kincl Nový ředitel

## Činnost
Útvar pro ochranu prezidenta České republiky vykonává zejména následující činnosti – citováno z oficiálního webu útvaru, tedy především:
- ochranu a přepravu prezidenta, jeho manželky a dalších chráněných osob
- ochranu a přepravu osob, kterým je po dobu jejich pobytu na území České republiky poskytována ochrana podle mezinárodních dohod (např. dle Vídeňské úmluvy o diplomatických stycích)
- ochranu sídla prezidenta a objektů, kde pobývá
- ochranu objektů, v nichž pobývají další chráněné osoby
- hygienicko-toxikologickou, pyrotechnickou a speciální technickou ochranu
- ochranu prezidenta v rámci bezpečnostních akcí
- ve spolupráci s Kanceláří prezidenta republiky a Vojenskou kanceláří prezidenta republiky plnění úkolů v oblasti příprav činnosti útvaru za krizových situací včetně stavu ohrožení státu a válečného stavu
- v rozsahu své působnosti vyřizování stížnosti, oznámení a jiná podání fyzických a právnických osob
- ve vymezeném rozsahu podílení se na vzdělávání a speciálním výcviku příslušníků PČR a zaměstnanců PČR[5]